# 姫路市立香呂小学校
姫路市立香呂小学校（ひめじしりつ こうろしょうがっこう）は、兵庫県姫路市香寺町香呂に所在する公立小学校。

## 沿革
- 1873年（明治6年） - 又新小学校、郁文小学校、開明小学校、渉遐小学校、入城小学校、振徳小学校が創設。
- 1876年（明治9年） - 又新小学校を集香小学校と改称し、郁文、開明、渉遐の三小学校を合併する。振徳小学校が集香小学校の分校となる。入城小学校を南条小学校と改称する。
- 1887年（明治20年） - 集香小学校を明倫簡易小学校と改称し、南条小学校を合併する。分校を進修簡易小学校と改称する。
- 1888年（明治21年） - 明倫簡易小学校を敬基尋常簡易小学校と改称。
- 1893年（明治26年） - 香呂尋常小学校と改称し、進修簡易小学校を合併する。
- 1902年（明治35年） - 香呂尋常高等小学校と改称。
- 1941年（昭和16年）4月 - 香呂国民学校と改称。
- 1947年（昭和22年）4月 - 香呂村立香呂小学校と改称。
- 1954年（昭和29年）3月31日 - 香寺町の発足に伴い、香寺町立香呂小学校と改称。
- 1981年（昭和56年）4月1日 - 校区の一部を香寺町立香呂南小学校として分離
- 2006年（平成18年）3月27日 - 香寺町が姫路市に編入され、姫路市立香呂小学校と改称[1]。

## 通学区域
現行では、姫路市香寺町のうち香呂、行重、矢田部、相坂、田野、犬飼(香呂南小学校校区を除く。)、中仁野、中屋、広瀬。全域で姫路市立香寺中学校の通学区域となる。

## 通学区域が隣接している学校
- 姫路市立香呂南小学校
- 姫路市立豊富小中学校
- 姫路市立船津小学校
- 姫路市立中寺小学校
- 姫路市立古知小学校
- 姫路市立置塩小学校